# 1991 في تونس
فيما يلي قوائم الأحداث التي وقعت خلال عام 1991 في تونس.